# Odobești
Odobești és una ciutat del comtat de Vrancea, Moldàvia, Romania, que consta de la localitat component Odobești (residència) i el poble d'Unirea. Té una població de 9.364 habitants i es troba al mig de la vinya d'Odobești.

## Ubicació i relleu
La ciutat es troba a la riba esquerra del riu Milcov, a les 10 km al nord-oest de Focșani, al límit est dels subcarpàtics de la curvatura, entre ells i la part oriental de la plana romanesa (corredor Siret). Al nord-oest s'aixeca Măgura Odobești, que arriba a una alçada de 996 m, i al sud passa el curs mitjà de Milcov. L'altitud mitjana de la ciutat és de 150 m.
Al nord, Odobeștiul limita amb la comuna de Bolotești, un important centre vitícola, a l'est amb Focșani, al sud amb Broșteni i Vârteșcoiu, i a l'oest amb la comuna de Jariștea, que també té importants vinyes.
La carretera nacional DN2M passa per la ciutat, que la connecta al sud-est de Focșani i a l'oest de Broșteni, Mera, Reghiu, Andreiașu de Jos i Nereju. A Odobești, aquesta carretera es creua amb la carretera comarcal DJ205B, que condueix al nord fins a Jariștea i Bolotești (on es creua amb DN2D), Țifești i Panciu i al sud fins a Broșteni, Vârteșcoiu, Cârligele, Cotești i Urechești (on acaba en DN2). Una línia de ferrocarril connecta la ciutat amb Focșani.

## Etimologia del nom
Segons Gheorghe I. Lahovary, el nom de la localitat prové de la paraula "odoba" que significa vall.

## Demografia
Segons el cens del 2011, la població d'Odobești ascendeix a 9.364 habitants, respecte al cens anterior del 2002, quan es 8.000 de habitants. La majoria dels habitants són romanesos (93,18%), amb una minoria de gitanos (1,14%). Per al 5,51% de la població, es desconeix l'ètnia. Des del punt de vista confessional, la majoria dels habitants són ortodoxos (94,09%). Per al 5,49% de la població, no es coneix l'afiliació confessional.

## Història
A la zona d'Odobești hi ha restes d'alguns assentaments de l'època neolítica, així com testimonis d'un assentament romà. Al voltant de 1227 se suposa que al lloc de l'actual ciutat hi havia la fortalesa de Milcòvia - Civitas de Mylco, la seu de l'Episcopat Catòlic de Milcov, dels Cumans. Segons Neagu Djuvara, hauria estat una autèntica capital de la Cumània catòlica establerta al sud de Moldàvia. Tanmateix, aviat va ser destruït per la Gran Invasió Mongola de 1241. Més tard, els cavallers teutònics van estar presents a la zona i van construir aquí una fortalesa, Kruceburg (Kreuzburg?) Al turó serbi. La fortalesa de Nadal s'hauria construït més endavant al seu lloc, però sobre el seu lloc precís hi ha teories contradictòries.
Segons alguns, l'actual Cetățuie al turó de Șarba seria les ruïnes de la fortalesa de Crăciuna. Odobești va començar amb un assentament de panses al segle xiii, que va durar uns dos segles al Principat de Muntènia i apareix esmentat a la crònica de Grigore Ureche que explica un canal construït per Esteve el Gran al voltant de la ciutat. El 1482 es coneix que la fortalesa de Crăciuna també va passar a la possessió de Ștefan, tenint un paper en la defensa dels turcs. La frontera amb Muntènia es va desplaçar cap al sud, la colònia va passar definitivament a formar part del Principat de Moldàvia.
La primera atestació documental de la localitat data del 17 de setembre de 1626, essent un contracte de venda de terres de l'època del governant Miron Barnovski, en el qual s'esmenta "el sogre del capellà de Toader d'Odobești". De la mateixa manera que a altres llocs de Vrancea, a Odobești i els seus voltants, es van fundar un gran nombre d'esglésies i monestirs als segles XVII - XIX, Măgura Odobești amb les seves ermites comparades una mica per CCGiurescu amb el mont Atos. El 1670 Iordache Cantacuzino va construir la primera església: l'església d'Ovidi. Răzeșii va construir els monestirs Buluc i Tărnița a Măgură.
El 1732 es va inaugurar l'església de la Nativitat de la Mare de Déu i el 1777 els comerciants cosacs també van santificar la seva església dels apòstols Pere i Pau. Al segle XVII - XVIII van aparèixer a la localitat comerciants grecs, armenis i cosacs (cosacs) i, a finals del segle xviii, molts jueus s'hi van establir. Segons Constantin C. Giurescu, que va escriure una història de la descendència d'Odobești, a les primeres dècades del segle xix, durant Eteria i la revolta de Tudor Vladimirescu (1821), la ciutat començarà a tenir el caràcter de fira.
Al segle XVII la cultura de la vinya va florir a la regió, existent aquí des de l'època del governant Petru Rareș i que farà famosa la ciutat. Odobești Vineyard apareix a la Descripció de Moldàvia de Dimitrie Cantemir, sent citat per l'autor com el tercer més important després dels de Cotnari i Huși.
Els comerciants cosacs han mantingut durant molt de temps una posició privilegiada, sent els que van fixar el preu del vi. Algunes de les vinyes són propietat de famílies boyardes, d'altres són propietat de monestirs i diòcesis properes i més enllà, com l'església metropolitana de Iasi i la diòcesi romana. Es van construir nombroses esglésies ortodoxes, ermites i monestirs, moltes d'elles sofrint grans danys juntament amb tota la ciutat durant les guerres i les freqüents ocupacions militars dels segles XVIII i XIX: el 1717 fou ocupada temporalment pels austríacs, després el 1758 es va establir en flames pels tàrtars, els anys 1787 - 1788 és l'escenari de batalles entre russos, austríacs i turcs (guerra russo-turca de 1787-1792). El clima addicional que va causar grans danys és el terratrèmol de 1802 i el gran incendi de 1803, al qual es va afegir el soldat de l'èter grec el 1821.
Entre el 1854 i el 1856, els soldats austríacs i russos van tornar a estar aquí. La localitat es reconstrueix repetidament, entre el 1834 i el 1839 el senyor Mihai Sturza remodela el celler reial existent des de l'època d'Esteban el Gran. Després de la Unió dels Principats el 4 de desembre de 1861, per decret del príncep Alexandru Ioan Cuza, la localitat, on diversos pobles es van fusionar al peu del turó Șarba, va rebre la condició de ciutat. Entre 1852 i 1868, es va construir una carretera entre Odobești i la veïna ciutat de Focșani, que s'havia convertit en el principal centre de la regió després de la Unió.
El 22 de setembre de 1895 es va posar en funcionament el ferrocarril entre les dues ciutats. El 1878, en les circumstàncies de la Guerra de la Independència del 1877 al 1878 , es va inaugurar l'hospital local. La ciutat es va convertir en la residència de la subprefectura i va ser equipada amb una oficina de correus i telègraf, després amb una primera línia telefònica (1888, Odobești- Vidra). El 1885 es va obrir la primera escola primària masculina, el 1886 l'escola de nenes i l'escola de viticultura i comerç, que realment guanyarien un perfil vitícola l'octubre de 1901, convertint-se posteriorment en institut. El 1883, els habitants d'Odobești, que ocupaven principalment la viticultura, van ser afectats per una greu crisi quan la fil·loxera va destruir el 95% de les vinyes. Mitjançant esforços especials, amb l'ajut de l'alcaldessa Manea Băiatu, es van guardar les petites varietats tradicionals locals Galbena de Odobești, Plăvaia i Mustoasa en petites quantitats, en un viver disposat al poble de Vărsătura. En cas contrari, es van plantar varietats nobles importades a la vinya, portades principalment d'Algèria, que en aquell moment era una colònia francesa i, per tant, la zona vitivinícola es va reconstruir fins al 1910.
Participa a la vida d'Odobești juntament amb romanesos i minories nacionals— Grecs, hongaresos, armenis, una important comunitat de jueus (900 habitants) i gitanos. (Els cosacs repatriats a l'Imperi rus a mitjan segle XIX). A finals del segle xix, Odobești tenia l'estatus de comuna urbana i era la residència de l'altiplà de Gârlele al comtat de Putna, format pels pobles d'Odobești, Grozești i Vineșești, amb 3.594 habitants que vivien en 954 cases. Hi havia set esglésies i dues escoles a la ciutat (una per a nois i una per a noies) amb un total de 297 estudiants. En aquella època, a l'actual territori de la ciutat s'organitzava a la mateixa xarxa i la comuna Pățești, formada pels pobles Botești, Floresti, Gugești, Pănticești, Pățești i Slobozia-Vidrașcu, amb 1.592 habitants, cinc esglésies i una escola mixta amb 73 estudiants.
La Primera Guerra Mundial amb els forts combats que va provocar a la zona de Vrancea, després l'ocupació austro-alemanya també va causar greus danys. Durant aquest període, Măgura Odobești es va convertir en la seu del comandament alemany, i la zona va ser inspeccionada el 1917 pel mateix Kàiser Wilhelm II, que va passar la nit a Odobești. Després de la guerra, el 1925, la ciutat es troba registrada per l'anuari Socec amb 5748 i el mateix estat administratiu, però sense cap altre poble que no sigui la localitat principal. Al mateix temps, la comuna de Pățești tenia 1921 habitants i la mateixa composició. El 1931, la ciutat d'Odobești tenia com a comunes suburbanes Pățești i Vărsătura ; La comuna Pățești consistia només en pobles Pățești i Botești, mentre que els pobles Floresti-Slobozia i Gugești havien format la comuna Floresti-Slobozia, un suburbi de Focșani.
El 1935 es va establir a Odobești l'estació de recerca vitivinícola.
Els anys de dominació comunista, al començament dels quals va començar l'emigració massiva de la comunitat jueva a Israel, van posar fi a l'economia de mercat i van canviar l'estructura social de la localitat. La sistematització imposada per les autoritats del nou règim comunista inclou la destrucció de molts edificis antics, inclosos els llocs de culte. El 1950, Odobești va adquirir l'estatus de ciutat de districte del districte de Focșani a la regió de Putna, després (després de 1952) a la regió de Bârlad i (després de 1956) a la Regió de Galati. La comuna i el poble de Pățești van passar a anomenar-se Unirea el 1964. El 1968, la ciutat d'Odobești va ser transferida al comtat de Vrancea i va rebre sota administració el poble d'Unirea, amb el qual es va fusionar el poble de Botești.
Després de la revolució de 1989, als anys 2000, va començar un nou auge econòmic i demogràfic. El 2005 es van establir dos barris nous: Mihai Sturza i Tineretului. Actualment hi ha dos instituts a la ciutat: l'institut teòric "Duiliu Zamfirescu" i el Grup d'escoles agrícoles. La casa cultural de la ciutat va rebre el nom de l'historiador Constantin C. Giurescu.

## La història de l'educació vitícola a Odobești
El 2001 es van celebrar 100 anys d'educació vitivinícola a Odobesti. En aquesta ocasió, molts antics alumnes de l'escola, avui famosos personatges de la viticultura romanesa, es van reunir amb els actuals estudiants de l'escola i van depurar records. Així, l'institut es va fundar a la tardor de 1901, més exactament el 27 d'octubre de 1901 –a l'estil antic– immediatament després del “recompte de les ovelles”, com diu la tradició. En resum, arran dels esforços d'alguns habitants de la ciutat d'Odobesti, llavors comuna amb 5.000 ànimes, es va establir una escola de vi, una escola que duraria segles. El funcionament de l'escola va començar realment al local de la casa Potop, que constava de dues habitacions.
Fins al 15 de març de 1902 només hi havia un taller de fusteria dirigit per un capatàs i sota la direcció de Vasile Popa, el director en funcions de l'Escola Primària infantil per a nens. L'escola va funcionar en aquest lloc fins al 26 d'octubre de 1906, després del qual, juntament amb totes les seves dependències, es va traslladar al seu propi lloc, construït amb l'ajut del comtat de Putna i l'Ajuntament d'Odobești. El lloc de nova construcció tenia 13 habitacions. Des de 1902 durant uns trenta anys, l'escola va ser dirigida per un especialista d'origen francès, Joseph Dodun des Perrières, que també va ser l'autor d'una primera monografia sobre Odobești. Al començament del curs escolar 1945 - 1946, també el 26 d'octubre, amb el nom d'Escola Tècnica Secundària de Viticultura, l'escola es va traslladar al lloc on es troba actualment.
El 1951, a més de l'edifici principal i la seva continuació, es va construir la cuina i el menjador. Posteriorment, als anys vuitanta, a causa de l'augment del nombre d'estudiants de secundària matriculats, es va construir l'anomenat annex, que inclou dos laboratoris, quatre aules i dependències. També es va construir un internat amb una capacitat de 150 places i es va assignar el bloc de membres no familiars a l'institut, també per a internat escolar.
Durant els més de 100 anys, en funció de l'evolució de la societat, les necessitats d'agricultura, l'existència d'especialistes i la base didàctica-material, l'escola ha desenvolupat la seva activitat amb els següents noms:
- 1901-1908 - Escola Elemental de Viticultura;
- 1908-1955 - Escola Tècnica Secundària de Viticultura;
- 1955-1962 - Centre Escolar Agrícola;
- 1962-1966 - Escola Tècnica d'Horticultura;
- 1966-1976 - Batxillerat Agrícola;
- 1976-1990 - Batxillerat agroindustrial;
- des de 1990 - Grup d'Escoles Agràries.

## Monuments històrics
A la ciutat d'Odobești hi ha quatre monuments històrics d'arquitectura d'interès nacional: el celler reial del segle XVI; l'església "Els sants apòstols Pere i Pau" -Cazaclii que data del 1777; el conjunt de l'església de la “Santa Creu” que data del segle xviii i que comprèn l'església mateixa, el campanar i el mur de tancament; i l'església "Naixement de la Mare de Déu" (construïda el 1732) al carrer Tudor Vladimirescu.
En cas contrari, altres quinze monuments s'inclouen a la llista de monuments històrics del comtat de Vrancea com a monuments d'interès local. Un és el jaciment arqueològic dels punts “Cetățuia” i “Antoniu”, situat al nord-oest de la ciutat, a la riba del Milcov. Inclou les restes d'un assentament fortificat i d'una necròpolis de l'edat del bronze (cultura Monteoru), a més de necròpolis del període Halstatt i de l'edat medieval (segles XIII – XVI).
Els monuments arquitectònics més rellevants són: l'estació de ferrocarril (1893); l'escola amb dos edificis al carrer C. Dobrogeanu-Gherea (finals del segle XIX); els cellers Bahamat (segle XIX) al carrer Fundătura Cetățuia; la casa Gaicu (principis del segle XX) dins l'antiga granja IAS; casa Apòstol (1901); ajuntament (1900); casa dr. Georgescu (finals del segle xix, els tres darrers al carrer Libertății); Casa Curețeanu (finals del segle XIX) des del carrer Smârdan; La casa Pogorevici, la casa construïda el 1910 per l'advocat Dumitru Zaharia i la seva dona, nascuda Sturdza, es va vendre el 1919 a la seva germana i cunyat Magdalena i Florea Untu. Aquest darrer el va vendre els anys del comunisme (1976) a la família Pogorevici; i la casa Vianu (principis del segle XX), les dues darreres al carrer Ștefan cel Mare. Altres quatre objectius es classifiquen com a monuments commemoratius o funeraris: el monument dels herois de la Primera Guerra Mundial de la localitat component Unirea, erigit el 1934; un monument similar erigit a la plaça central de la ciutat el 1921; el cementiri jueu de finals del segle xix, situat al carrer Ștefan cel Mare; i el monument als herois del 10è règim de Putna caiguts a la Segona Guerra dels Balcans de 1913, monument construït el 1914.

## Fills il·lustres
- Alexandru Crețescu (1825-1885), polític i ministre del Tribunal Superior de Cassació i Justícia
- Dan Moisescu (1909-1976), violinista, director i cantant de música popular
- George S. Bărănescu (1919-2001), enginyer, membre corresponent de l'Acadèmia Romanesa